# Randgold Resources
Randgold Resources Ltd. war ein auf das Goldschürfen in Afrika spezialisiertes Bergbauunternehmen mit Hauptsitz in Jersey. Das Unternehmen wurde 1995 gegründet und hatte seine Hauptschürfgebiete vor allem im nordwestafrikanischen Staat Mali. Größter Anteilseigner mit 17,9 % war die amerikanische Investmentgesellschaft BlackRock.
Zum 1. Januar 2019 wurde Randgold Resources von Barrick Gold übernommen.

## Abbaugebiete
Die Abbaugebiete befinden sich alle in Afrika.
Stand: 2016
| Mine                       | Staat          | Anteil |
| -------------------------- | -------------- | ------ |
| Massawa Gold Projekt       | Senegal        | 83,3 % |
| Tongon Gold Mine           | Elfenbeinküste | 89,7 % |
| Loulo-Goukoto Mine Complex | Mali           | 80,0 % |
| Morila Gold Mine           | Mali           | 40,0 % |
| Kibali Gold Mine           | Kongo          | 45,0 % |